# Jasminum floridum
Espèce
Jasminum floridum est une espèce de plantes à fleurs de la famille des Oléacées. C'est une plante ornementale.